# GT赛车7
《跑車浪漫旅7》是由Polyphony Digital开发并由索尼互动娱乐发行的赛车电子游戏。该游戏是《GT赛车》系列的第八个主游戏，并是该游戏系列25周年的纪念作品。该游戏于2020年6月11日在PlayStation 5揭幕活动上宣布，于2022年3月4日在PlayStation 4和PlayStation 5上发布，使其成为该系列中的第一个同时登陆两代主机平台的游戏。截至2025年，本作未有計劃移植至PC平台。

## 游戏玩法
在游戏预告片中，游戏的主菜单被揭示为类似于《GT赛车4》的风格。 在本作中GT模拟模式回归，包含了历史悠久的单人战役功能 。其他经典功能也自《GT Sport》后逐一回归，包括历史赛道和经典车辆、特别活动、锦标赛、驾驶学院、改装店、二手车经销商和 GT Auto，同时仍保留《GT Sport》中引入的GT汽车运动、品牌中心和探索功能。本作还将让《GT赛车5》和《GT赛车6》中出现过的动态时间和天气效果回归。
对于 PlayStation 5 版本，游戏将利用主机增强的处理能力、专用的光线追踪硬件、定制固态驱动器存储、Tempest Engine 3D音效引擎和DualSense控制器来支持高级触觉反馈、实时光线等功能跟踪效果、3D空间音频和更快的加载时间。《GT赛车7》的 PlayStation 5 版本最高可以4K 分辨率和每秒120帧的速度运行，并支持HDR。

## 开发
该游戏的消息于2020年6月11日在PlayStation 5揭幕活动上透露，揭示本作仍由Polyphony Digital开发，索尼互动娱乐发行并同时登陆两个世代的主机平台。游戏最初计划于2021年发布，但由于COVID-19流行的缘故对游戏开发造成进度影响，延期至2022年，并于2022年3月4日发售。

## 争议

### 伺服器維修延長、賽事獎勵大幅下修導致玩家負評
2022年3月17日，《跑車浪漫旅7》釋出1.07版本更新，原定兩小時就能維修完畢，結果維修時間不斷延長，而由於《跑車浪漫旅7》絕大多數模式及內容要求玩家必須連接網路進行遊玩，因此也導致單人遊戲進度無法儲存，引來不少玩家批評，甚至還有玩家翻出2013年索尼嘲諷微軟必須強制聯網的言論來嘲諷索尼。而且不僅是遊戲維修時間延長，有玩家發現了提前釋出的更新獎勵圖，結果發現開發商Polyphony Digital在1.07版本中大幅下修了賽事獎勵，而由於《跑車浪漫旅7》的Cr.本來就不容易獲得，因此玩家就會透過刷錢的方式來購買車輛，結果更新後獎勵大砍也導致Cr.獲得的難度增加許多，讓玩家更是不滿，認為索尼根本就是在逼玩家氪金。隔天3月18日23點，在經過長達32小時的漫長維修後，《跑車浪漫旅7》的伺服器正式恢復上線，並且釋出了1.08版本更新，隨後製作人山內一典針對維修延長以及調整賽事獎勵發出聲明，首先針對維修延長，山內表示因1.07版本更新釋出前，發現PS5、PS4存在部分機器無法正常啟動的可能性，且沒有在開發機測試、事前QA測試期間發現。為了保護玩家資料，1.07版本臨時取消決定改為釋出1.08版本，對於維修時間過於漫長，山內表示歉意。至於調整賽事獎勵部分，山內表示「《跑車浪漫旅7》是一款讓人進行享受車輛、賽事且不用氪金的作品。於此同時，車輛價格是表達價值與稀有的重要因素，因此與實際價格有著必要關聯。《跑車浪漫旅7》是一款可以用多元方式享受駕駛的遊戲，為此希望避免機械性重複遊玩的狀態。為了能順利解決，追加內容、競速活動、功能都是未來的更新計劃。」最後，山內還強調希望玩家能夠以長遠的角度期盼《跑車浪漫旅7》的發展。雖然山內已經做出解釋，但玩家們依然不買帳。
而本次風波也導致本作的PS4版在Metacritic的玩家評分下滑至2.2分，PS5版的玩家評分更是下滑至1.6分（截至3月24日），不僅是《跑車浪漫旅》系列玩家評分最低的作品，更是索尼互動娛樂旗下玩家評分最低的遊戲。
3月25日，山內一典透過PlayStation官方部落格發表更新報告，對於本次造成的風波致歉，同時提出補償方案。凡是在更新公告發布前已經持有遊戲的玩家，都可以獲得100萬Cr.的免費貨幣包補償，同時預定於4月初推出一項大型更新，增加賽事活動的數量，重新建立獎勵系統，讓整個遊戲更平衡。

## 外部連結
- 官方网站：台灣、香港